# La Carrière d'une midinette
La Carrière d'une midinette (Die Königin des Weltbades) est un film muet allemand réalisé par Victor Janson, sorti en 1926. Ce film est l'adaptation d'un roman de Edward Stilgebauer.

## Synopsis
L'ascension sensationnelle de la petite couturière Micheline Bonnard dans le grand monde des seigneurs et princesses, des mannequins, des artistes et des joueurs avec leur confusion et leurs intrigues sur fond glamour de Baden-Baden.

## Fiche technique
- Titre original : Die Königin des Weltbades
- Titre alternatif : Das Tagebuch einer Midinette
- Titre français : La Carrière d'une midinette
- Réalisation : Victor Janson
- Scénario : Jane Bess, Adolf Lantz
- Directeur de la photographie : Otto Kanturek
- Décorateur : Jacek Rotmil
- Musique : Austin Egen
- Pays de production : Allemagne  République de Weimar
- Société de production : Alfred Sittzarz, Nationalfilm Produktion
- Format : Noir et blanc - 1,33:1 - Muet
- Date de sortie : 
  - Allemagne  République de Weimar : 10 décembre 1926

## Distribution
- Mary Nolan : Micheline Bonnard
- Walter Rilla : Lord Arthur Blythe
- Livio Pavanelli : Marquis
- Camilla von Hollay : Mme Richemond
- Ida Wüst : Fürstin Wolkonski
- Gertrud Arnold : Lady Blythe
- Ferdinand Hart : Maler Tschakoff
- Lissy Arna
- Eva Speyer
- Alf Blütecher
- Paul Morgan
- Siegfried Berisch
- Oreste Bilancia